# Чемпионат России по сёги

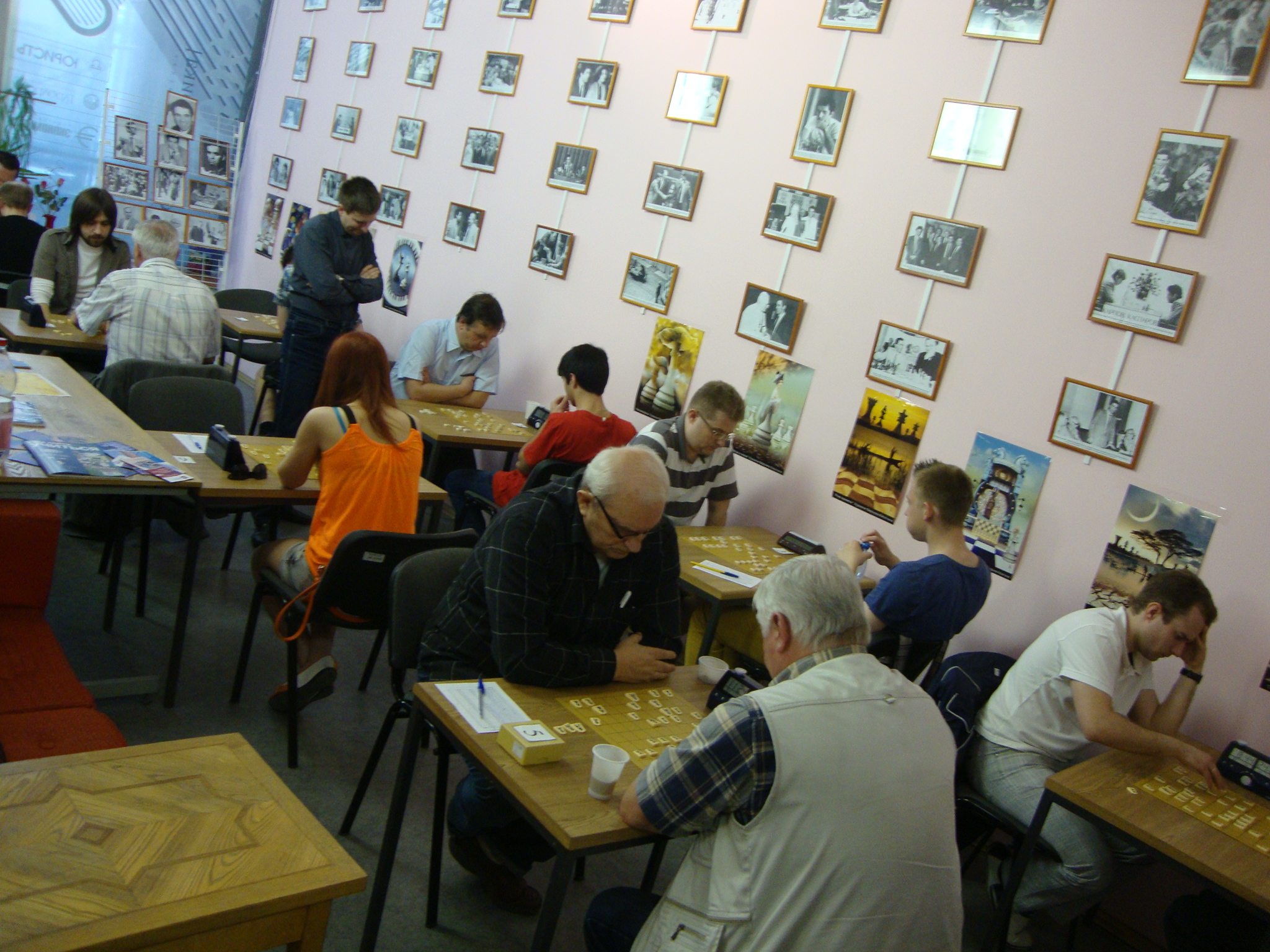
VII Чемпионат России по сёги (2013, ГПНТБ).

Чемпионат России по сёги — соревнование, организуемое с 2003 года клубами сёги в России.
14-й Чемпионат России по сёги должен был состояться в Санкт-Петербурге, 4—5 апреля 2020 года, но из-за пандемии COVID-19 был отменён.
17-й Чемпионат состоялся 7-9 мая 2023 года в Москве, в ЦТ «На Вадковском».

## Формат
Традиционно Чемпионат России по сёги проводится по швейцарской системе (однако в 2004 и 2007 году, из-за малого числа участников, он проходил по круговой системе) и является открытым.
Чемпионом России по положению объявляется участник с наилучшим результатом из России. Первый раз это правило было применено в 2017 году, когда победителем Чемпионата стал белорусский сёгист Максим Шапоров). Второй раз — на чемпионате России 2024 года, когда победителем турнира стал сёгист из Минка Павел Вальков.

## Чемпионат России по сёги 2013 года
В рамках VII Чемпионата России, проходившего в ГПНТБ (в Пассаже Попова), 10 мая 2013 года состоялся 1-й командный матч Белоруссия—Россия (7 туров по схевенингенской системе, по 8 минут основного времени без бёёми). Со счётом 36—13 победила команда Белоруссии.

## Призёры
| №  | Год  | Место проведения | I место                         | II место                        | III место                       |
| -- | ---- | ---------------- | ------------------------------- | ------------------------------- | ------------------------------- |
| 19 | 2025 | Санкт-Петербург  | Андраник Артенян                | Антон Майдель                   | Денис Титов                     |
| 18 | 2024 | Сергиев Посад    | Павел Вальков                   | Марк Аленевский                 | Евгений Иглицкий                |
| 17 | 2023 | Москва           | Владимир Фролочкин              | Денис Титов                     | Михаил Иванов                   |
| 16 | 2022 | Санкт-Петербург  | Андраник Артенян                | Марк Аленевский                 | Максим Захаренков               |
| 15 | 2021 | Москва           | Евгений Свешников               | Денис Титов                     | Александр Мухамедов             |
| 14 | 2020 | Санкт-Петербург  | Отменён из-за пандемии COVID-19 | Отменён из-за пандемии COVID-19 | Отменён из-за пандемии COVID-19 |
| 13 | 2019 | Санкт-Петербург  | Андраник Артенян                | Максим Захаренков               | Пётр Щеслёнок                   |
| 12 | 2018 | Москва           | Андраник Артенян                | Сергей Белов                    | Михаил Иванов                   |
| 11 | 2017 | Москва           | Максим Шапоров                  | Андрей Лысенко                  | Максим Захаренков               |
| 10 | 2016 | Москва           | Максим Захаренков               | Винсент Танян                   | Сергей Лысенко                  |
| 9  | 2015 | Москва           | Владимир Фролочкин              | Максим Захаренков               | Винсент Танян                   |
| 8  | 2014 | Москва           | Андраник Артенян                | Сергей Белов                    | Игорь Синельников               |
| 7  | 2013 | Москва           | Виктор Запара                   | Владислав Закржевский           | Игорь Синельников               |
| 6  | 2012 | Суздаль          | Юрий Шпилёв                     | Игорь Синельников               | Даниил Кулин                    |
| 5  | 2011 | Санкт-Петербург  | Виктор Запара                   | Александр Левит                 | Даниил Кулин                    |
| 4  | 2009 | Москва           | Виктор Запара                   | Сергей Остряков                 | Борис Мирник                    |
| 3  | 2007 | Петергоф         | Александр Левит                 | Юрий Шпилёв                     | Виктор Шевчук                   |
| 2  | 2004 | Нижний Новгород  | Сергей Белов                    | Сергей Остряков                 | Юрий Шпилёв                     |
| 1  | 2003 | Санкт-Петербург  | Сергей Белов                    | Юрий Шпилёв                     | Виктор Запара                   |

## Галерея чемпионов

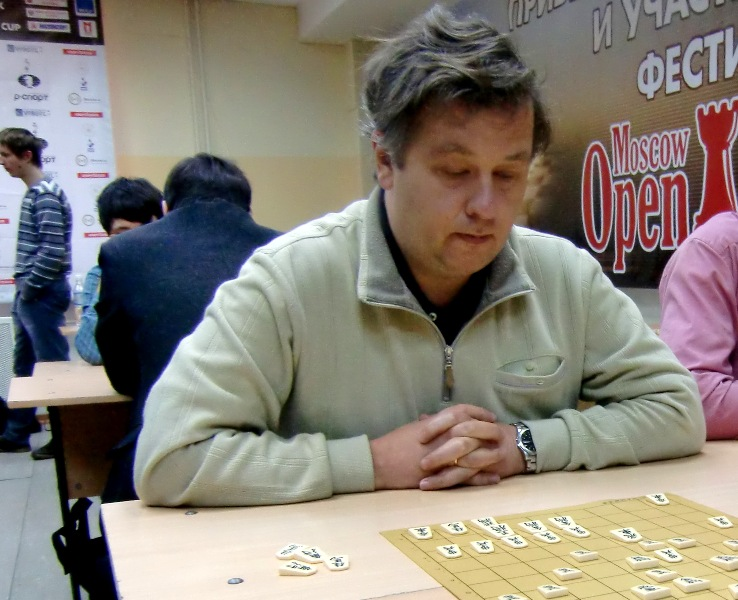
Сергей Белов (2003, 2004)
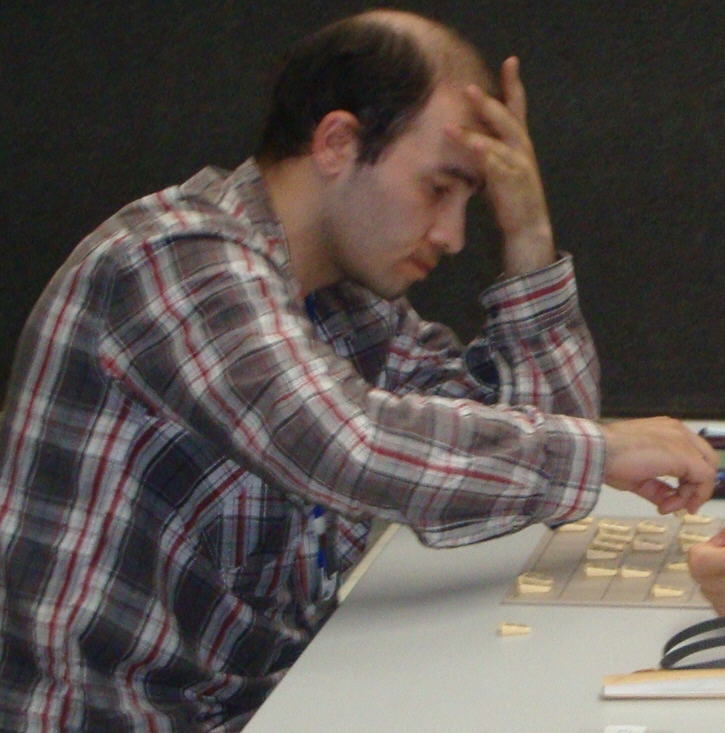
Александр Левит (2007)
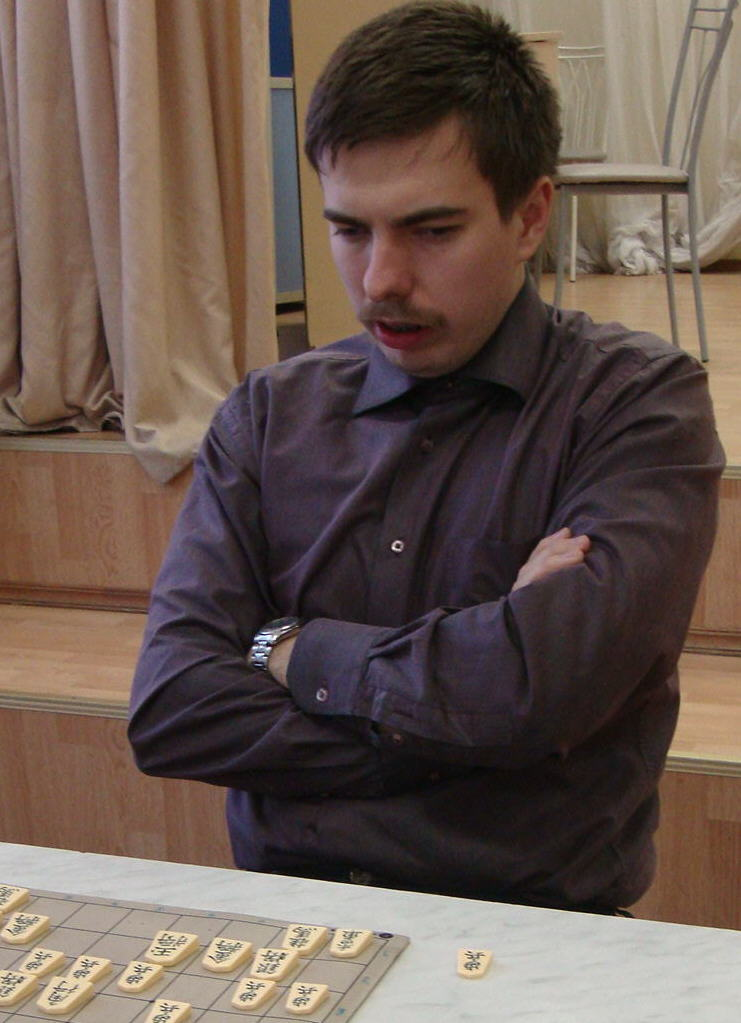
Виктор Запара (2009, 2011, 2013)
Юрий Шпилёв (2012)
Андраник Артенян (2014, 2018, 2019, 2022, 2025)
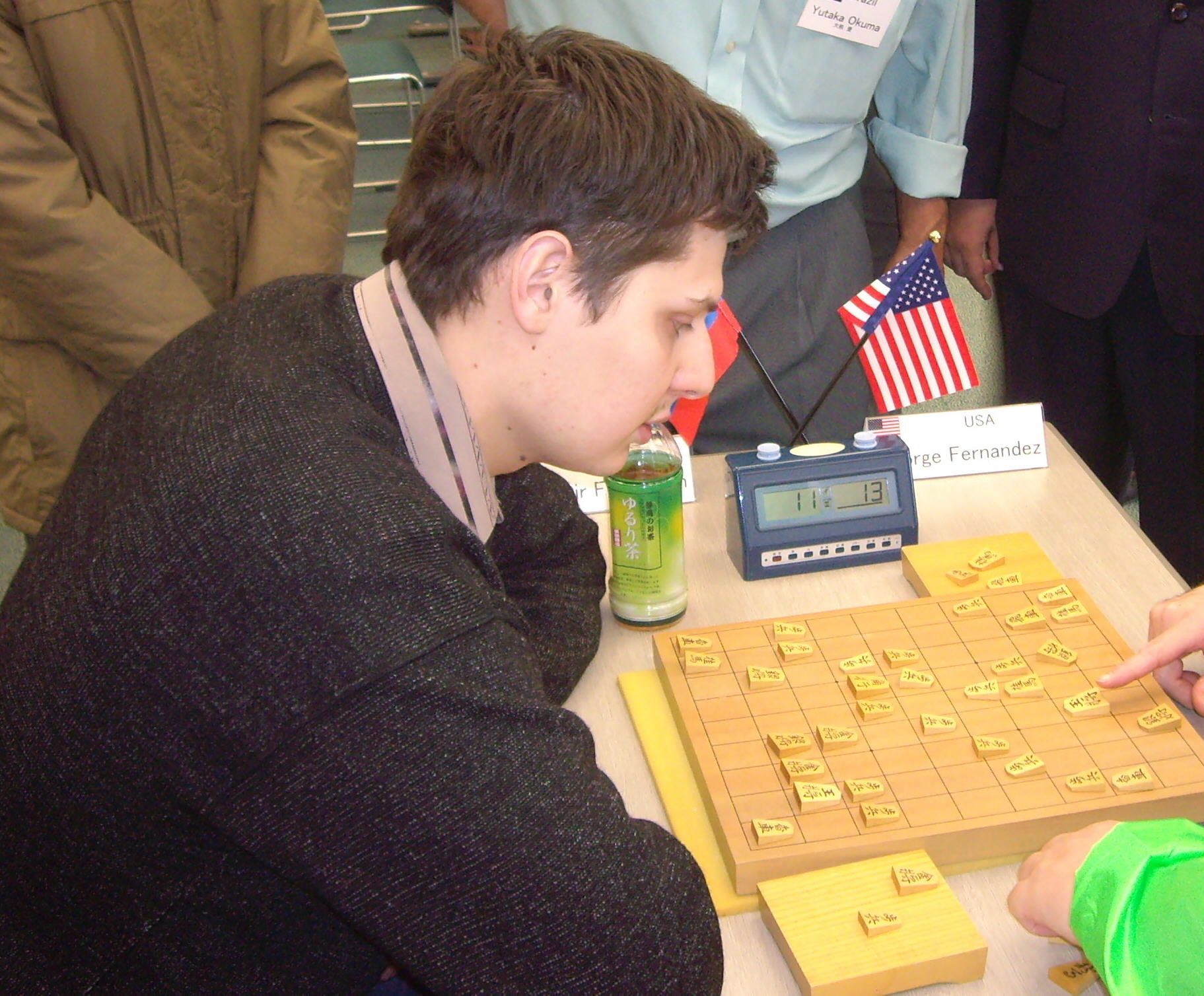
Владимир Фролочкин (2015, 2023)
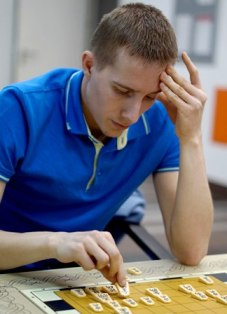
Максим Захаренков (2016)
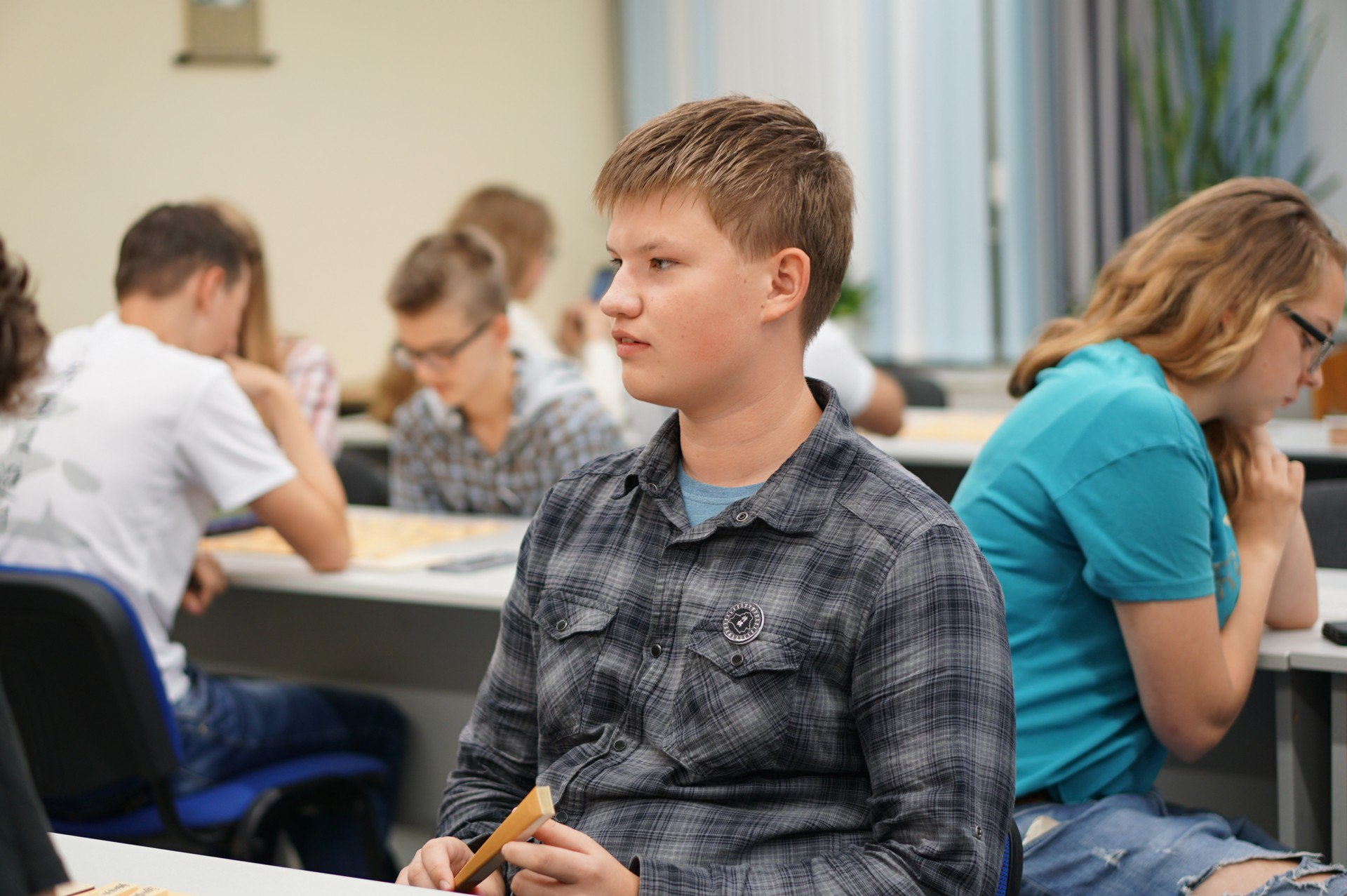
Максим Шапоров (2017)
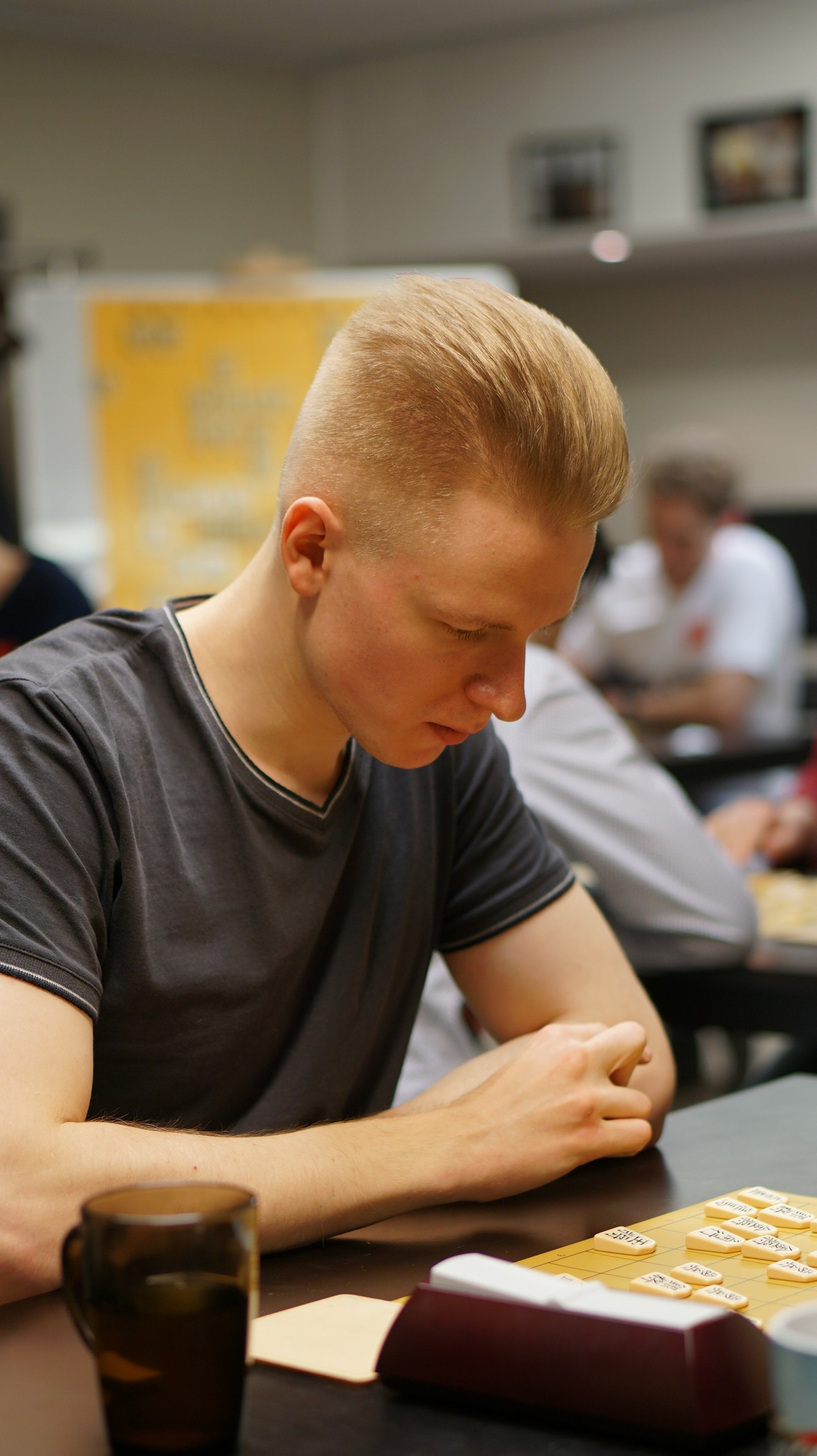
Евгений Свешников (2021)
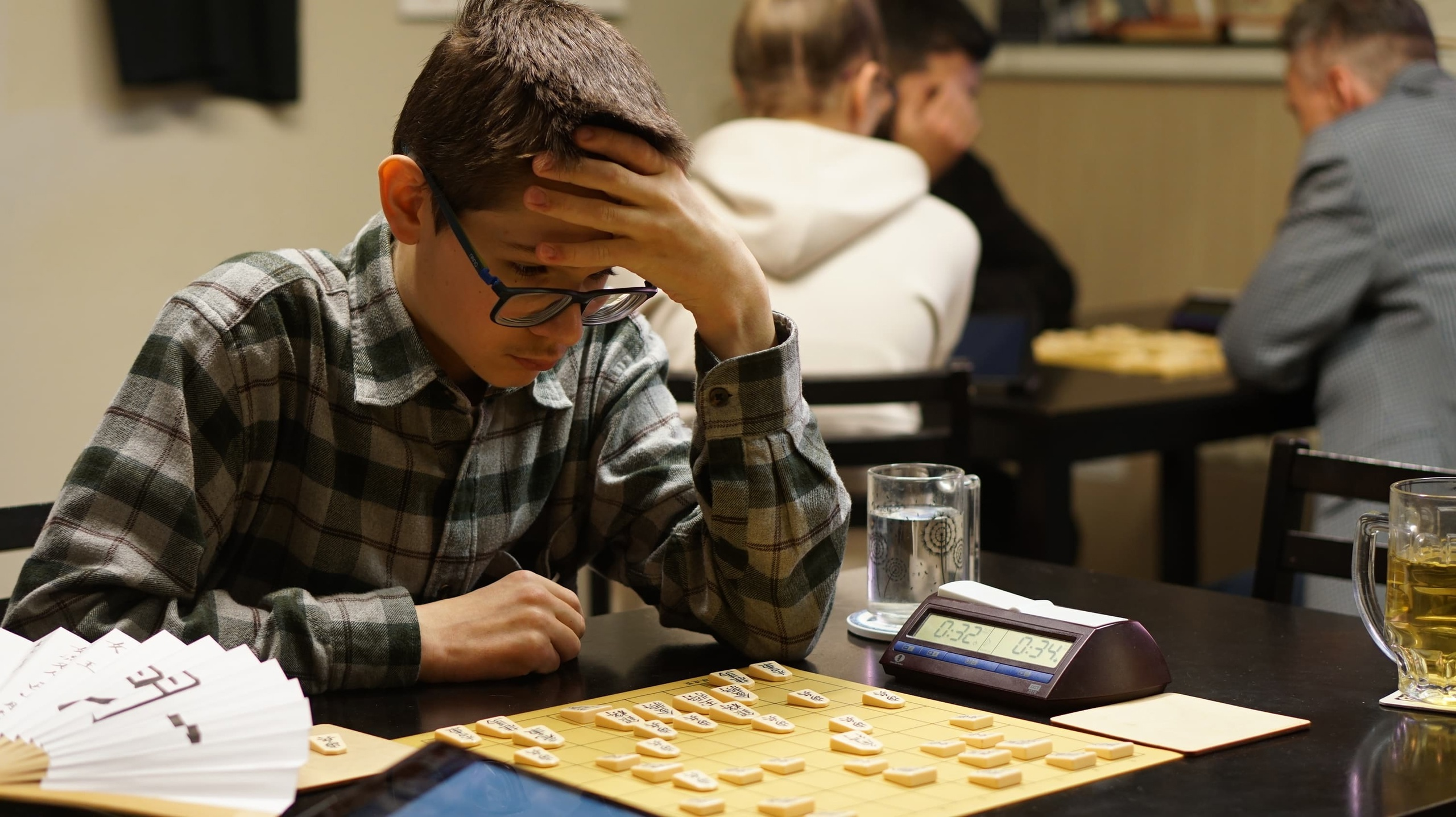
Павел Вальков (2024)